# Зильберберг, Лев Иванович
Лев Иванович Зильберберг (1880—1907) — деятель партии социалистов-революционеров, член её «Боевой организации», участник ряда террористических актов, повешен по приговору военно-полевого суда в Петропавловской крепости.

## Биография
Лев Зильберберг родился 26 сентября 1880 года в городе Елисаветграде (ныне — Кропивницкий, Украина) в семье купца Ивана (Ицхака) Петровича Зильберберга, крещеного еврея, и Марии Александровны (урожд. Мариетты /Генриетты Гальпериной; 1860—1932).
Поначалу учился в местной гимназии, впоследствии — в Третьей московской гимназии. В 1899 году поступил на физико-математический факультет московского университета. Увлёкся народнической идеологией, участвовал в студенческих движениях. В феврале 1902 года Зильберберг был арестован в Севастополе за участие в последних и административным порядком сослан на четыре года в город Олёкминск Якутской губернии. Спустя год, по амнистии возвращён в европейскую часть Российской империи и помещён под гласный надзор полиции в Твери.
В Твери Зильберберг сошёлся с членами партии социалистов-революционеров и вступил в неё. Являлся организатором нескольких рабочих и крестьянских революционных кружков. В августе 1903 года уехал за границу. Участвовал в съезде заграничных организаций партии эсеров в качестве представителя льежского отделения партии. Весной 1905 года Зильберберг вступил в так называемую «Боевую организацию», террористическое крыло партии эсеров.
Ведал взрывчатой лабораторией в Териоки, принимал непосредственное участие в ряде террористических актов, совершённых «Боевой организацией». 21 декабря 1906 года руководил убийством петербургского градоначальника Владимира фон дер Лауница. Также принимал участие в подготовке покушения на Николая Клейгельса, киевского генерал-губернатора, организовал побег Савинкова из тюрьмы в июле 1906 года.
9 февраля 1907 года Зильберберг вместе со своим сообщником Василием Сулятицким был арестован по обвинению в организации убийства фон дер Лауница, по некоторым данным, они были выданы Евно Азефом. Обоих судили в Санкт-Петербурге военно-полевым судом под именами соответственно Штифтаря и Гронского и приговорили к смертной казни через повешение. Приговор был приведён в исполнение 16 июля 1907 года в Петропавловской крепости.

## Семья
- Был женат на Ксении Ксенофонтовне Панфиловой (1882, Крым — 1955, Наан, Израиль), которая также была участницей революционного движения; под псевдонимом «Ирина» входила в Боевую организацию и в созданный её мужем Центральный боевой отряд. После разгрома Центрального боевого отряда и казни мужа Ксении удалось скрыться, в 1910-е — 20-е она с дочерью жила в эмиграции в Италии и Франции вместе с семьей Бориса Савинкова (сестрой и племянником мужа). После переезда в подмандатную Палестину выучила иврит, печаталась в газетах «Мибефним», «Давар», «Двар ха-поэлет», опубликовала книгу «Подруги в киббуце». Их дочь — Ксения Марина Зильберберг (1906—1952) — публицист, активистка антифашистского подполья; в 1928 году вышла замуж за итальянского публициста, впоследствии партизана и политического активиста Эмилио Серени (1907—1977), в 1946 году у них родилась дочь Клара Серени[итал.], впоследствии писатель и переводчик. Эмилио Серени — брат философа и публициста-сиониста, одного из основателей кибуца Гиват-Бренер Энзо Серени[итал.] (1905—1944), который был арестован после десанта на территории Италии в 1944 году и погиб в концентрационном лагере Дахау; двоюродный брат британского генетика Гвидо Понтекорво (1907—1999), профессора Университета Глазго, физика Бруно Понтекорво и режиссёра-документалиста Джильберто (Джилло) Понтекорво[4].
- Сестра — Евгения (Фани) Ивановна Зильберберг (1883/5—1942), участница революционного движения, член Боевой организации партии эсеров. 1-й брак — Евгений Иванович Сомов (1881—1962), двоюродный племянник художника Константина Сомова, друг, секретарь и помощник С. В. Рахманинова. 2-й брак (гражданский) — с Борисом Савинковым, от которого родила сына Льва Савинкова (1912—1987), поэта, прозаика, журналиста. В следующем браке — жена бывшего кавалергарда и военного летчика князя Юрия (Георгия) Ширинского-Шихматова (1890—1942). Евгению Ивановну связывали дружеские отношения с семьей И. А. Бунина, с Д. С. Мережковским и З. Н. Гиппиус, Б. К. Зайцевым и его женой, М. А. Алдановыми, А. И. Куприным, А. М. Ремизовым, М. И. Цветаевой, политической верхушкой эсеровской партии — И. И. Фондаминским, В. М. Зензиновым, В. В. Рудневым, М. В. Вишняком[1].
- Брат — Владимир Иванович Зильберберг, — участник революционного движения; техник, работал в динамитной мастерской.